# Николай Бугаев
Николай Василиевич Бугаев е руски математик.
Председател на Московското математическо общество (1891 – 1903). Изследванията му са в областта на анализа и теорията на числата. Доказва хипотези на Жозеф Лиувил.

## Биография
Бугаев е роден на 14 септември 1837 г. в Грузия, тогава в границите на Руската империя, в сравнително нестабилно семейство. На 10-годишна възраст Николай е изпратен в Москва, за да намери начин сам да си осигури образование. Той се справя с това начинание, завършвайки Московския държавен университет през 1859 г. със степен по математика и физика. Той продължава да учи инженерство, а през 1863 г. пише дисертация на тема сходимост на безкрайните числови редове. Документът е достатъчно впечатляващ, че да му спечели място сред редиците на студентите на Карл Вайерщрас и Ернст Кумер в Берлин. Прекарва известно време и в Париж, учейки при Жозеф Лиувил. През 1866 г. получава докторска степен ис е завръща в Москва, където преподава през цялата си кариера. Сред най-влиятелните му трудове се отличават доказателства на до този момент недоказани твърдения на Лиувил. Един от най-значимите авторски трудове изследва развитието на формалните аналогии между аритметичните и аналитичните операции. През 1879 г. е избран за член-кореспондент на Петербургската академия на науките.
Бугаев е деен член на Московското математическо общество и служи като негов президент в периода 1891 – 1903 г. Освен това той пише философски есета, в които той посочва добрите черти на математическия анализ и омаловажава влиянието на геометрията и вероятностите. Мнозина смятат, че той до голяма степен е отговорен за силно изразеното предразположение към „твърдия анализ“, който е характерен за много от най-добрите руски математици. Бугаев е и талантлив шахматист.
Умира на 29 май 1903 г.